# بوشيني أسيوي
بوشيني أسيوي (الاسم العلمي: Puccinia asiatica) هو نوع من الفطريات يتبع جنس البوشيني من فصيلة البوشينية.